# Verbrannte Erde (Band)
Verbrannte Erde, nicht zu verwechseln mit der gleichnamigen Darkwave-Band aus Nürnberg, war eine Punk-Band aus Gera.

## Geschichte
Die Band wurde 1995 gegründet und ging aus der Deutschpunk-Combo Deutschlands Erben hervor, wo bereits die späteren Bandmitglieder Ingo Lorbert, Andreas Ettler und Michael Seiler aktiv waren. 1996 wurde, ergänzt um Schlagzeuger Jens „Jeans“ Halbauer (davor Drummer der Geraer Punk-Band Trennscheibe), das erste Tape Traurig aber wahr in Eigenproduktion veröffentlicht gefolgt von der EP Verbrannte Erde ein Jahr später. 1998 wurde das Album Chrrr! veröffentlicht, 2001 das Album Elefanteneimer bei Matatu Records. Bei Matatu Records erschien 2004 auch das Nachfolgewerk Fotoalbum. Major Label veröffentlichte 2012 das Album IV. 2017 erschien das Split-Album Berga by Night II auf Major Label.
Schlagzeuger Jens Halbauer ist seit 2009 auch bei Fliehende Stürme aktiv und war von Oktober 2017 dis 2022 Trommler bei Die Art. Zusammen mit Michael Seiler war er auch in Interstate 5, Oi!Tanking und The Very Job Agency tätig. Aktuell betreibt Halbauer auch das Synth-Pop-Duo The Past Made Us One.

## Diskografie
- 1996: Traurig aber wahr (Tape, Eigenproduktion, VE 00)
- 1997: Verbrannte Erde (EP, Eigenproduktion, VE 01)
- 1998: Chrrr! (Album, Eigenproduktion, VE 02)
- 2001: Elefanteneimer (Album, Matatu Records, MR 013)
- 2004: Fotoalbum (Album, Matatu Records, MR 015)
- 2012: IV (Album, Major Label, ML 054)
- 2017: Berga by Night II (Split-Album mit Serene Fall, Major Label, ML 095)